# Lijst van beschermd erfgoed in de gemeente Ell
In deze lijst van beschermd erfgoed in de gemeente Ell zijn alle geclassificeerde nationale monumenten van de Luxemburgse gemeente Ell opgenomen.

## Monumenten per plaats

### Colpach-Bas
| Object                                                            | Bouwjaar/architect | Locatie           | Datum beschermd?     | Coördinaten | Afbeelding |
| ----------------------------------------------------------------- | ------------------ | ----------------- | -------------------- | ----------- | ---------- |
| Parochiekerk van Colpach-Bas met plein en kerkhof                 |                    |                   | 5 juli 1991 (MN)     |             |            |
| Meubilair van de kerk van Colpach-Bas                             |                    |                   | 26 juli 1990 (MN)    |             |            |
| Oud Paschtoueschhaus                                              |                    | rue de l'église 2 | 27 maart 2003 (MN)   |             |            |
| Kasteel Colpach, met aanbouwen, paardenstal, gaard, park, beelden |                    |                   | 14 oktober 2002 (MN) |             |            |

## Bron
- Liste des immeubles et objets classés monuments nationaux ou inscrits à l'inventaire supplémentaire